# 阿利西夫卡 (哈爾科夫區)
50°16′5″N 36°17′56″E / 50.26806°N 36.29889°E
阿利西夫卡（烏克蘭語：Алісівка）是位於烏克蘭東部的村莊，由哈爾科夫州哈爾科夫區的德爾哈奇市鎮負責管轄。該村始建於1680年，面積0.3平方公里，海拔高度196米，2001年人口39，人口密度每平方公里130人。